# Steve Dalkowski
 (mai 2016).
Si vous disposez d'ouvrages ou d'articles de référence ou si vous connaissez des sites web de qualité traitant du thème abordé ici, merci de compléter l'article en donnant les références utiles à sa vérifiabilité et en les liant à la section « Notes et références ».
Steve Dalkowski, dit « White Lightning » (« Foudre Blanche »), né le 3 juin 1939 à New Britain et mort le 19 avril 2020, est un lanceur américain des ligues mineures de baseball.  

## Biographie
Sur ses neuf années de pratique professionnelles, Dalkowski joue dans neuf ligues mineures différentes. Il est surtout reconnu pour ses lancés : il est considéré par beaucoup comme le lanceur le plus rapide de l'histoire du baseball. Son lancer de fastball a été mesuré à environ 150km/h (93.5 miles/hour), dans des conditions très éloignées de celles des matchs officiels. Aucune autre étude en contexte n'a été faite ; il n'y a donc pas de mesures exactes de ses capacités.

## Vie personnelle
Dalkowski est réputé pour ses performances imprévisibles, dues à son alcoolisme et à un caractère violent, à la fois sur le terrain et en dehors.

## Inspiration
Le film Duo à trois (Bull Durham), écrit et dirigé par Ron Shelton, contient un personnage nommé Ebby Calvin « Nuke » Laloosh (joué par Tim Robbins) qui est, entre autres, inspiré par Dalkowski.  Le réalisateur lui-même a joué dans une ligue mineure aux côtés de Dalkowski.